# Barrmaelia picacea
Barrmaelia picacea är en svampart som först beskrevs av Cooke & Ellis, och fick sitt nu gällande namn av Rappaz 1995. Barrmaelia picacea ingår i släktet Barrmaelia och familjen kolkärnsvampar.   Inga underarter finns listade i Catalogue of Life.